# الشاورية
قرية الشاورية هي إحدى القرى التابعة لمركز نجع حمادى في محافظة قنا في جمهورية مصر العربية. حسب إحصاءات سنة 2006، بلغ إجمالي السكان في الشاورية 14784 نسمة، منهم 7548 رجل و7236 امرأة.